# 2-й Оренбургский кадетский корпус
2-й Оренбургский кадетский корпус — учебное заведение Российской империи в Оренбурге. Корпус предназначался преимущественно для воспитания и обучения сыновей офицеров и чиновников различных классов, проходивших службу в Туркестанском крае и Закаспийской области.

## История
Был учреждён приказом по Военному ведомству от 13 июня 1887 года, в соответствии с Положением о 2-м Оренбургском кадетском корпусе, утвержденном 29 мая 1887 года. К этому времени в Оренбурге уже существовал Оренбургский Неплюевский кадетский корпус, который теперь стал именоваться 1-м Оренбургским Неплюевским кадетским корпусом.
Предыстория 2-го кадетского корпуса в Оренбурге началась с возникновения Оренбургского батальона военных кантонистов со школой, которая в 1859 году была преобразована Оренбургское училище военного ведомства. Затем, в 1866 году была создана Оренбургская начальная военная школа, преобразованная в 1871 году в Оренбургскую военную прогимназию. В 1887 году три младших класса прогимназии были закрыты и часть учащихся была переведена в Ярославскую военную школу. Не расформированный 4-й класс прогимназии (103 чел.) в 1887/1888 учебном году был оставлен при 2-м Оренбургском кадетском корпусе, но был размещён отдельно от корпуса.
К началу занятий в августе 1887 года была сформирована младшая рота в составе приготовительного (25 кадет) и 1-го класса (26 кадет). Учреждение в кадетском корпусе приготовительного класса было одной из важных особенностей 2-го Оренбургского кадетского корпуса, вызванная тем фактом, что многие дети в возрасте 9-10 лет должны были поступать из местностей, находящихся вдали от административных центров, в которых отсутствовали учебные заведения, способные дать необходимую подготовку для полноценного освоения учебной программы корпуса. В приготовительном классе 2-го Оренбургского кадетского корпуса в неделю проводилось 22 урока: 4 Закона Божьего, 6 русского языка, 6  арифметики и 6 чистописания. Программ обучения в кадетском корпусе была идентичной программам, направленным Управлением военно-учебных заведений во все императорские кадетские корпуса.
Штатная численность корпуса была определена в 300 человек; предполагалось набирать в корпус по 40 человек, чтобы достичь штатной численности к началу 1893/1894 учебного года. К осени 1888 года было принято ещё 59 человек и на второй учебный года вновь сформированная рота состояла уже из 4 учебных отделений. Через год в корпусе было уже две роты. В августе 1893 года в корпусе числилось 314 человек, который составляли 3 роты.
Первый выпуск воспитанников из корпуса состоялся в 1894 году.
Пятиэтажное здание корпуса, построенное в 1882 году, находилось на Набережной улице.
12 ноября 1903 года корпусу было пожаловано знамя, освящённое 11 октября 1905 года. 
В конце 1919 года корпус фактически прекратил существование: кадеты старшей роты были эвакуированы в Иркутск, кадеты младших рот в основном остались в Оренбурге.
В 1927 году в бывшее здание корпуса была перебазирована Серпуховская школа воздушного боя и бомбометания, а через некоторое время и Ленинградская высшая школа летчиков-наблюдателей. После их объединения возникла «Третья военная школа летчиков и летчиков-наблюдателей имени К. Е. Ворошилова». В феврале 1939 года по приказу Наркома обороны она была разделена на два самостоятельных училища, которые и стали основой созданного в 1960 году Высшего военного авиационного учебного заведения — Оренбургского высшего военного авиационного Краснознаменного училища летчиков имени И. С. Полбина.

## Директора
- 1887 — 1891: генерал-майор Боголюбов, Иван Андреевич[2]
- 30.08.1891 — 08.05.1899: генерал-майор Дерюгин, Михаил Евсеевич
- 22.05.1899 — 01.04.1902: генерал-майор Линевич, Николай Александрович
- 01.04.1902 — 08.03.1911: генерал-майор Григоров, Василий Васильевич
- 06.04.1911 — после 10.07.1916: полковник (с 25.03.1912 — генерал-майор) Ахматов, Александр Константинович

## Известные люди, учившиеся или служившие в корпусе
- Бурков, Александр Петрович — выпускник 1903 года
- Ефремов, Алексей Николаевич — выпускник 1900 года
- Ефремов, Арсений Николаевич — выпускник 1903 года
- Зуев, Николай Алексеевич — выпускник, учился в 1906—1912 годах
- Каньшин, Виктор Модестович — выпускник 1905 года
- Круглов, Александр Николаевич — выпускник 1906 года
- Леш, Павел Леонидович — выпускник 1905 года
- Мединский, Александр Викторович — выпускник 1903 года
- Петров, Иван Фёдорович — выпускник 1903 года
- Первушин, Алексей Николаевич — учился в 1914—1917 годах
- Семашкевич, Евгений Евстафьевич — офицер-воспитатель в 1887—1892 годах
- Эверт, Николай Аполлонович — выпускник 1899 года